# Autoroute A 54
Die Autoroute A 54 ist eine französische Autobahn mit Beginn in Nîmes und dem Ende in Salon-de-Provence. Ihre Länge beträgt dabei 48 km.

## Planung
Im Bereich der Stadt Arles ist die Aufstufung der vorhandenen N 113 zur Autobahn geplant. Die Autobahn wird somit im Endausbau eine Länge von 72 km haben.

## Geschichte
- ?. ? 1970: Eröffnung Salon – Pélissanne (Abfahrt 15 – A 7)
- ?. ? 1974: Eröffnung Salon – Grans (Abfahrt 14–15)
- 28. Juni 1990: Eröffnung Caissargues – Arles-ouest (A 9 – N 572)
- 13. März 1996: Eröffnung Saint-Martin-de-Crau – Grans (Abfahrt 12–14)

## Großstädte an der Autobahn
- Nîmes
- Arles
- Salon-de-Provence